# Шалені дівчата
«Шалені дівчата» (англ. Sick Girl) — американська кінокомедія 2023 року сценариста і режисера Дженніфер Крам, у головних ролях Ніна Добрев, Брендон Міхал Сміт, Шеррі Кола, Стефані Кеніг, Гейлі Магнус, Рей Маккннон, Ден Баккедал і Венді Маклендон-Кові. Повнометражний режисерський дебют Дженніфер Крам, виконавчим продюсером якого стала акторка Ніна Добрев.

## Синопсис
У фільмі показана Рен Пеппер, звичайна касирка, яка вирішує відновити стосунки з друзями, почавши вигадувати історію про те, що в неї рак. Однак її маленька брехня швидко виростає великою проблемою, коли друзі намагаються підтримати Рен. 30-річна жінка опиняється в заплутаній мережі брехні, де доводиться навіть обманювати себе. Вона стикається з важкими моральними виборами та намагається виправити свої помилки, щоб врятувати стосунки з близькими та відновити втрачене довір'я.

## Акторський склад
| Актор                | Роль         |
| -------------------- | ------------ |
| Ніна Добрев          | Рен Пеппер   |
| Брендон Майкал Сміт  | Лео          |
| Шеррі Кола           | Лорел        |
| Стефані Кеніг        | Сесі         |
| Гейлі Маґнус         | Джилл        |
| Рей Маккіннон        | Малкольм     |
| Ден Баккедал         | Фред Пеппер  |
| Венді Маклендон-Кові | Керол Пеппер |
| Ренді Вейн           | Дерек        |

## Виробництво
Фільм знятий компаніями Grindstone Entertainment Group, Jackrabbit Media та Whereabouts Unknown. Зйомки проходили в Оклахомі, на Південному центрі США; у серпні 2019 року було оголошено про завершення зйомок. Через пандемію COVID-19 фільм перебував на постпродакшні понад три роки. Композитором фільму став Патрік Стамп; це його перша музика, написана для кінематографа.

## Випуск
Фільм вийшов у кінотеатрах та на цифрових платформах США 20 жовтня 2023 року, дистриб'ютор Lionsgate. Прокат в Україні — з 26 жовтня (прокатник Kinomania Film Distribution).

## Сприйняття
На сайті Rotten Tomatoes оцінив «свіжість» фільму у 38 % із 13 відгуків критиків є позитивними із середньою оцінкою 5,9/10.
Кортні Говард з Variety дала фільму негативну рецензію та написала: «На папері він містить чудові уявлення про дорослу жіночу дружбу та необхідність підтримувати цей життєво важливий зв'язок. Однак у виконанні цей зворушливий настрій перевіряється обтяжливими вигадками».
Піт Гаммонд з Deadline Hollywood також дав негативну рецензію на фільм і написав: «Якщо ви збираєтеся знімати так звану „веселу“ комедію про рак, вам краще знати, як це зробити. На жаль, сценарист-режисер Дженніфер Крам для свого першого повнометражного фільму у цьому дупля не відбиває».